# Чарлс Гмелин
Чарлс Хенри Стјуарт Гмелин (енгл. Charles Henry Stuart Gmelin, IPA:, Кришнагар Индија, 8. мај 1872 — Оксфорд, 12. октобар 1950) је био британски атлетичар, учесник првих Олимпијских игара 1896. у Атини.
Гмелин је рођен у Бенгалу у Индији, где му је отац био хришћански мисионар, али се због школовања рано вратио у Енглеску. Образовање је стекао на Магдалена колеџу и на Кебла колеџу у Оксфорду. По завршетку школовања био је директор школе, а касније ће постати директор Freshfields школе у Оксфорду. Гмелин био свестрани спортиста који је био члан оксфордских репрезентација у фудбалу и крикету.
На Олимпијским играма Гмелин се такмичио првог дана у квалификацијама у трци на 100 метара. У првој квалификацуионој групи је стигао трећи и није се клавификовао за финале.
Учествовао је и у трци на 400 метара где је био много успешнији. У квалификацијама у другој групи стигао је други одмах иза победника Тома Берка и квалификовао се за финалну трку. У финалу је стигао трећи са резултатом 56,6, па је био иза победника Тома Берка и другопласираног Херберта Џејмисона. Дуги низ година као трећепласирани је навођен Немац Фриц Хофман који је имао исто време као и Гмелин, али је то касније исправљено.
Иако се за треће место на Олимпијским играма 1896. није додељивала никаква медаља Гмелинов пласман као и пласмани свих трећепласираних у МОК-у се воде као броннзане медаље.